# Plesioperla
Plesioperla is een geslacht van steenvliegen uit de familie groene steenvliegen (Chloroperlidae). De wetenschappelijke naam van het geslacht is voor het eerst geldig gepubliceerd in 1967 door Peter Zwick.

## Soorten
Plesioperla omvat de volgende soorten:
- Plesioperla assamensis Zwick, 1967
- Plesioperla sakartvella (Zhiltzova, 1956)